# Кампањола Мадона (Верона)
Кампањола Мадона је насеље у Италији у округу Верона, региону Венето.
Према процени из 2011. у насељу је живело 64 становника. Насеље се налази на надморској висини од 61 м.